# Polyzosteria terrosa
Polyzosteria terrosa är en kackerlacksart som beskrevs av Lucien Chopard 1924. Polyzosteria terrosa ingår i släktet Polyzosteria och familjen storkackerlackor.
Artens utbredningsområde är Nya Kaledonien. Inga underarter finns listade i Catalogue of Life.